# Harry Lloyd
Pour les articles homonymes, voir Lloyd.
 (avril 2021).
Si vous disposez d'ouvrages ou d'articles de référence ou si vous connaissez des sites web de qualité traitant du thème abordé ici, merci de compléter l'article en donnant les références utiles à sa vérifiabilité et en les liant à la section « Notes et références ».
Harry Lloyd est un acteur britannique, né le 17 novembre 1983 à Londres.

## Biographie
Harry Lloyd est né le 17 novembre 1983 à Londres. Il est l'arrière-arrière-arrière-petit-fils de Charles Dickens.
Il a étudié au prestigieux collège d'Eton. Il a effectué des études d'anglais au Christ Church College de l'Université d'Oxford. Il participe au club d'art et joue dans de nombreuses pièces, dont Le Baiser de la femme araignée, ou encore La Comédie des erreurs.

## Carrière
En 1999, il fait sa première apparition télévisée dans l'adaptation du roman de son arrière-arrière-arrière-grand-père David Copperfield, dans le rôle de Steerforth, avec à ses côtés Daniel Radcliffe. 
Il apparaît en 2002 dans le téléfilm Goodbye, Mr. Chips pour la chaîne ITV. 
En 2006, il décroche son rôle dans la série Robin des bois où il incarne Will Scarlett, la série est diffusée sur la BBC en 2006.
En 2007 il décide de se consacrer au théâtre en jouant dans les pièces The Sea ou Les Revenants. Il fait également une apparition dans la célèbre série britannique Doctor Who la même année.
En 2009, il tourne dans un épisode d'Inspecteur Lewis et également dans Taking the Flak.
En 2011, il obtient un rôle dans la première saison de la série à succès Game of Thrones où il interprète le prince Viserys Targaryen au côté d'Emilia Clarke et également dans l'adaptation en série d'un livre de son arrière-arrière-arrière grand-père, Charles Dickens : De grandes espérances. Il fait ses premiers pas au cinéma dans La Dame de fer de Phyllida Lloyd, où il incarne Denis Thatcher jeune aux côtés de Meryl Streep, puis dans Jane Eyre de Cary Joji Fukunaga avec Michael Fassbender, Mia Wasikowska, Jamie Bell, ou encore Imogen Poots.
En 2014, il tourne aux côtés d'Eddie Redmayne et Felicity Jones dans le biopic consacré à Stephen Hawking : Une merveilleuse histoire du temps, puis dans The Riot Club de Lone Scherfig. A la télévision, il est présent dans Manhattan.
En 2016, il joue dans le film Opération Anthropoid réalisé par Sean Ellis, ainsi que dans la série Marcella et prête sa voix lors d'un épisode d'American Dad!.
En 2019, après le final de la série Counterpart, il incarne le Professeur Xavier dans la série Legion, diffusée sur FX, il joue ensuite dans le film Philophobia de Guy Davies.

## Filmographie

### Cinéma

#### Longs métrages
- 2011 : La Dame de fer (The Iron Lady) de Phyllida Lloyd : Denis Thatcher jeune
- 2011 : Jane Eyre de Cary Joji Fukunaga : Richard Mason
- 2014 : Une merveilleuse histoire du temps (The Theory of Everything) de James Marsh : Brian
- 2014 : The Riot Club de Lone Scherfig : Lord Riot
- 2014 : Closer to the Moon de Nae Caranfil : Virgil
- 2015 : Big Significant Things de Bryan Reisberg : Craig Harrison
- 2015 : Narcopolis de Justin Trefgarne : Un scientifique
- 2016 : Opération Anthropoid (Anthropoid) de Sean Ellis : Adolf Opálka
- 2017 : The Wife de Björn Runge : Joe jeune
- 2017 : The Show de James Alexandrou : Geoffrey
- 2019 : Philophobia de Guy Davies : M. Jackson
- 2022 : The Lost King de Stephen Frears : Richard III

#### Courts métrages
- 2009 : Oscar & Jim de Iain Weatherby : Gerry
- 2011 : The Half-Light de Prasanna Puwanarajah : Un homme
- 2013 : Desire de Leon Ockenden : Chris

### Télévision

#### Séries télévisées
- 1999 : David Copperfield : Steerforth jeune
- 2005 : Division Enquêtes Criminelles : Matt Pattinson
- 2005 : The Bill: Matt Ritchie
- 2006 : Holby City : Damon Hughes
- 2006 : Génial Génie (Genie in the House) : Nev
- 2006 : Vital Signs : Jason Bradley
- 2006 - 2008 : Robin des Bois (Robin Hood) : Will Scarlett
- 2007 : Doctor Who : Jeremy Baines
- 2007 : Heroes and Villains : Lucas
- 2008 : The Devil's Whore : Prince Rupert
- 2009 : Inspecteur Lewis (Lewis) : Peter
- 2009 : Taking the Flak : Alexander Taylor-Pierce
- 2011 : Game of Thrones : Viserys Targaryen
- 2011 : De grandes espérances (Great Expectations) : Herbert Pocket
- 2012 : The Fear : Mattie Beckett
- 2012 : The Hollow Crown : Mortimer
- 2014 - 2015 : Manhattan : Paul Crosley
- 2015 : Dans l'ombre des Tudors (Wolf Hall) : Harry Percy
- 2016 : Marcella : Henry Gibson
- 2016 : American Dad! : Le boucher (voix)
- 2017 - 2019 : Counterpart : Peter Quayle
- 2018 : Hang Ups : Nathan Slater
- 2019 : Legion : Professeur Xavier
- 2020 : Brave New World : Bernard Marx
- 2021-2024 : Arcane : Viktor (voix)
- 2024 : Star Wars: The Bad Batch : capitaine Mann (voix)
- 2025 : Héritage (I, Jack Wright) : Capitaine Hector Morgan

#### Téléfilm
- 2002 : Goodbye, Mr. Chips de Stuart Orme : Rivers jeune

## Théâtre
- 2003 : Le Baiser de la Femme-Araignée : Valentin
- 2005 : La Comédie des Erreurs : Antipholus de Syracuse
- 2007 : A Gaggle of Saints - Bash: Latterday Plays : John
- 2007 : Manfred : Manfred
- 2007 : The Good Family - The Family Plays : Janne
- 2008 : The Sea : Willy Carson
- 2009 : Vu du Pont : Rodolpho
- 2009 : Les Revenants : Osvald Alving
- 2010 : The Little Dog That Laughed/Une Souris Verte : Alex
- 2011 : Les Liaisons dangereuses : Danceny, mise en scène Gérald Garutti, Royal Shakespeare Company
- 2012 : Dukes of Malfi :
- 2014 : Les Carnets du sous-sol / Notes from Underground  : L'homme du sous-sol, mise en scène Gérald Garutti
- 2016 : Good Canary : Jack

## Jeux vidéo
- 2022 : Xenoblade Chronicles 3 : Z (voix)
- 2023 : Xenoblade Chronicles 3: Un avenir retrouvé : Z (voix)
- 2023 : Final Fantasy XVI : Ultima (voix)

## Distinctions

### Nominations
- British Academy Television Awards 2013 : meilleur acteur dans un second rôle pour The Fear

## Voix francophones
En France comme au Québec, les comédiens se succèdent pour doubler Harry Lloyd, qui n'a pas de voix régulière.